# Martinus Grov
Martinus Grov, född 3 november 1974, är en norsk bågskytt. Han deltog vid olympiska sommarspelen 1992, olympiska sommarspelen 1996 och olympiska sommarspelen 2000.